# Taiwan Relations Act
Der Taiwan Relations Act ist ein am 10. April 1979 vom Kongress der Vereinigten Staaten erlassenes Gesetz, das die internationalen Beziehungen zur Republik China (auf Taiwan) neu definierte, nachdem die USA zum 1. Januar 1979 unter Präsident Jimmy Carter offizielle diplomatische Beziehungen mit der Volksrepublik China aufgenommen hatten. Aufgrund der Ein-China-Politik beider Seiten mussten die Beziehungen zu Taipeh pro forma abgebrochen werden.
Mit dem Gesetz wurden quasi-diplomatische Beziehungen durch die Eröffnung eines Kulturinstituts, des American Institute in Taiwan, aufrechterhalten. Weiterhin sicherten die USA zu, alle vor 1979 eingegangenen internationalen Verpflichtungen gegenüber Taiwan einzuhalten, mit Ausnahme des gegenseitigen Verteidigungsabkommens, das 1980 auslief.
Das Gesetz definiert Taiwan als die Insel Taiwan und die Penghu-Inseln. Dementsprechend gilt das Gesetz nicht für die Küsten-Inseln Kinmen und Matsu, da sie im Gegensatz zu Taiwan und den Penghu-Inseln historisch „schon immer“ zur Republik China gehörten.
Dem Gesetz zufolge betrachten die USA „jegliche Maßnahme, die Zukunft Taiwans anders als durch friedliche Methoden zu bestimmen, einschließlich Boykotten und Embargos, als Bedrohung für den westpazifischen Raum und als sehr besorgniserregend für die Vereinigten Staaten.“ Ferner fordert es von den USA, „Taiwan mit Waffen defensiven Charakters zu versorgen“ und „die Fähigkeit der USA aufrechtzuerhalten, jedem Rückgriff auf Gewalt oder andere Arten von Nötigung zu widerstehen, der die Sicherheit, oder das soziale oder wirtschaftliche System, der Einwohner von Taiwan gefährden würde.“ Dies zwingt die Vereinigten Staaten jedoch nicht notwendigerweise dazu, auf einen Angriff der Volksrepublik China auf Taiwan militärisch zu reagieren. Der Taiwan Relations Act diente mehrfach dazu, Waffenverkäufe an Taiwan zu rechtfertigen, obwohl die US-Regierung eine eigene Form der Ein-China-Politik verfolgt, die nicht deckungsgleich mit der der Volksrepublik ist.
Die Volksrepublik China bestreitet die Rechtmäßigkeit des Taiwan Relations Act und betrachtet ihn als „unbefugte Einmischung in innerchinesische Angelegenheiten“.
In den späten 1990er Jahren wurde von den Vereinigten Staaten unter Bill Clinton eine Resolution verabschiedet, die festlegt, dass die Beziehungen zwischen den USA und Taiwan in erster Linie durch den TRA festgelegt werden. Damit wird diesem Gesetz ein höherer Stellenwert eingeräumt als den drei Communiqués mit der VR China. Obwohl die USA die Position der VR China in Bezug auf Taiwan „zur Kenntnis nehmen“, gilt nach den Sechs Zusicherungen (Six Assurances) von 1982, dass die „Vereinigten Staaten eine Hoheitsgewalt Chinas über Taiwan nicht anerkennen werden“.
Der US-Präsident Joe Biden erklärte im Oktober 2021, dass die USA verpflichtet seien, Taiwan im Falle eines Angriffs durch die VR China militärischen Beistand zu leisten.